# Grand Prix automobile de Caen 1956
Le Grand Prix de Caen 1956 est une course automobile disputée selon les règles de la Formule 1, organisée le 26 août 1956 sur le Circuit de la Prairie à Caen. La course s'est déroulée dans des conditions très humides sur 70 tours de circuit et a été remportée par le pilote américain Harry Schell sur une Maserati 250F avec plus d'une minute d'avance sur le deuxième, le Français André Simon sur Gordini. Le pilote britannique Roy Salvadori a quant à lui signé la pole et le meilleur tour.

## Classement
| Pos | No. | Pilote                 | Équipe                    | Constructeur       | Temps/Abandon             | Position sur la grille |
| --- | --- | ---------------------- | ------------------------- | ------------------ | ------------------------- | ---------------------- |
| 1   | 16  | Harry Schell           | Officine Alfieri Maserati | Maserati 250F      | 1h 54' 19" 4, 128.18 km/h | 5                      |
| 2   | 6   | André Simon            | Équipe Gordini            | Gordini Type 16    | +79" 7                    | 7                      |
| 3   | 8   | Roy Salvadori          | Gilby Engineering Ltd.    | Maserati 250F      | 69 tours                  | 1                      |
| 4   | 20  | Georges Burggraff      | Équipe Gordini            | Gordini Type 16    | 68 tours                  | 9                      |
| 5   | 14  | Jean Lucas             | Circle Los Amigos         | Ferrari 500        | 65 tours                  | 8                      |
| 6   | 26  | W.F. Morice            | W.F. Morice               | Cooper T23-Bristol | 61 tours                  | 12                     |
| 7   | 44  | Aldo Pedini            | Scuderia Centro Sud       | Ferrari 500        | 55 tours                  | 13                     |
| Ab  | 2   | Louis Rosier           | Écurie Rosier             | Maserati 250F      | 35 tours - accident       | 2                      |
| Ab  | 4   | Robert Manzon          | Équipe Gordini            | Gordini Type 32    | 31 tours - accident       | 4                      |
| Ab  | 22  | Bruce Halford          | Bruce Halford             | Maserati 250F      | 21 tours - accident       | 3                      |
| Ab  | 20  | Horace Gould           | Gould's Garage Bristol    | Maserati 250F      | 11 tours - accident       | 6                      |
| Ab  | 24  | Paul Emery             | Emeryson Cars             | Emeryson-Alta      | 6 tours - moteur          | 11                     |
| Ab  | 10  | Hermano da Silva Ramos | Équipe Gordini            | Gordini Type 32    | 1 tour - embrayage        | 10                     |